# Phan Đình Phùng, Thái Nguyên
Phan Đình Phùng là phường trung tâm của tỉnh Thái Nguyên, Việt Nam.

## Địa lý
Phường Phan Đình Phùng có vị trí địa lý:
- Phía đông giáp phường Linh Sơn
- Phía tây giáp phường Quyết Thắng
- Phía nam giáp phường Gia Sàng và Tích Lương
- Phía bắc giáp phường Linh Sơn và phường Quan Triều.

Phường Phan Đình Phùng có diện tích 14,73 km², dân số năm 2025 là 111.482 người.

## Lịch sử
Năm 1956, Khu tự trị Việt Bắc được thành lập, thị xã Thái Nguyên vừa là tỉnh lỵ tỉnh Thái Nguyên, vừa là thủ phủ của Khu tự trị Việt Bắc, gồm ba phường: Hoàng Văn Thụ, Phan Đình Phùng, Trưng Vương. 
Đến năm 1962, thị xã Thái Nguyên trở thành thành phố Thái Nguyên, một phần của huyện Đồng Hỷ được sáp nhập về thành phố Thái Nguyên, trong đó có xã Túc Duyên, một số xóm của xã Đồng Quang.
Năm 1985, thành phố Thái Nguyên tiếp nhận bảy xã phía tây và tây bắc của huyện Đồng Hỷ, bao gồm xã Thịnh Đán. Cũng trong năm 1985, thành lập phường Đồng Quang trên cơ sở xã Đồng Quang; thành lập phường Tân Thịnh từ các xóm: Na Ranh, Làng Cả, Tân Dược, Hồng Phong, Phúc Tiến, Phúc Thái và Tân Lập gồm 704 ha của xã Thịnh Đán.
Năm 1987, xã Túc Duyên trở thành phường Túc Duyên; phường Tân Thịnh được chia thành 2 phường Tân Thịnh và Tân Lập.
Năm 1994, phường Đồng Quang tách thành 2 phường: Đồng Quang và Quang Trung.
Năm 2004, thành lập phường Thịnh Đán từ một phần của phường Tân Thịnh, xã Thịnh Đán và xã Thịnh Đức.
Tháng 6 năm 2025, phường Phan Đình Phùng hiện nay được thành lập trên cơ sở nhập toàn bộ diện tích tự nhiên, quy mô dân số của phường Phan Đình Phùng (diện tích tự nhiên là 2,66 km²; dân số là 25.689 người); phường Trưng Vương (diện tích tự nhiên là 1,00 km²; dân số là 7.818 người); phường Túc Duyên (diện tích tự nhiên là 2,90 km²; dân số là 12.933 người); phường Đồng Quang (diện tích tự nhiên là 1,49 km²; dân số là 11.986 người); phường Quang Trung (diện tích tự nhiên là 1,98 km²; dân số là 19.132 người); phường Hoàng Văn Thụ (diện tích tự nhiên là 1,58 km²; dân số là 18.834 người); phường Tân Thịnh (diện tích tự nhiên là 3,06 km²; dân số là 14.839 người) và một phần của phường Gia Sàng (diện tích tự nhiên là 0,06 km², dân số là 251 người) của thành phố Thái Nguyên cũ.

## Hành chính
Từ năn 2019, phường Phan Đình Phùng cũ được chia thành 26 tổ dân phố, đánh số từ 1 đến 26. Phường Đồng Quang được chia thành 12 tổ dân phố. Phường Hoàng Văn Thụ được chia thành 18 tổ dân phố. Phường Quang Trung được chia thành 18 tổ dân phố. Phường Tân Thịnh được chia thành 12 tổ dân phố. Phường Trưng Vương được chia thành 10 tổ dân phố. Phường Túc Duyên được chia thành 14 tổ dân phố; đều có tên theo số thứ tự.

## Kinh tế

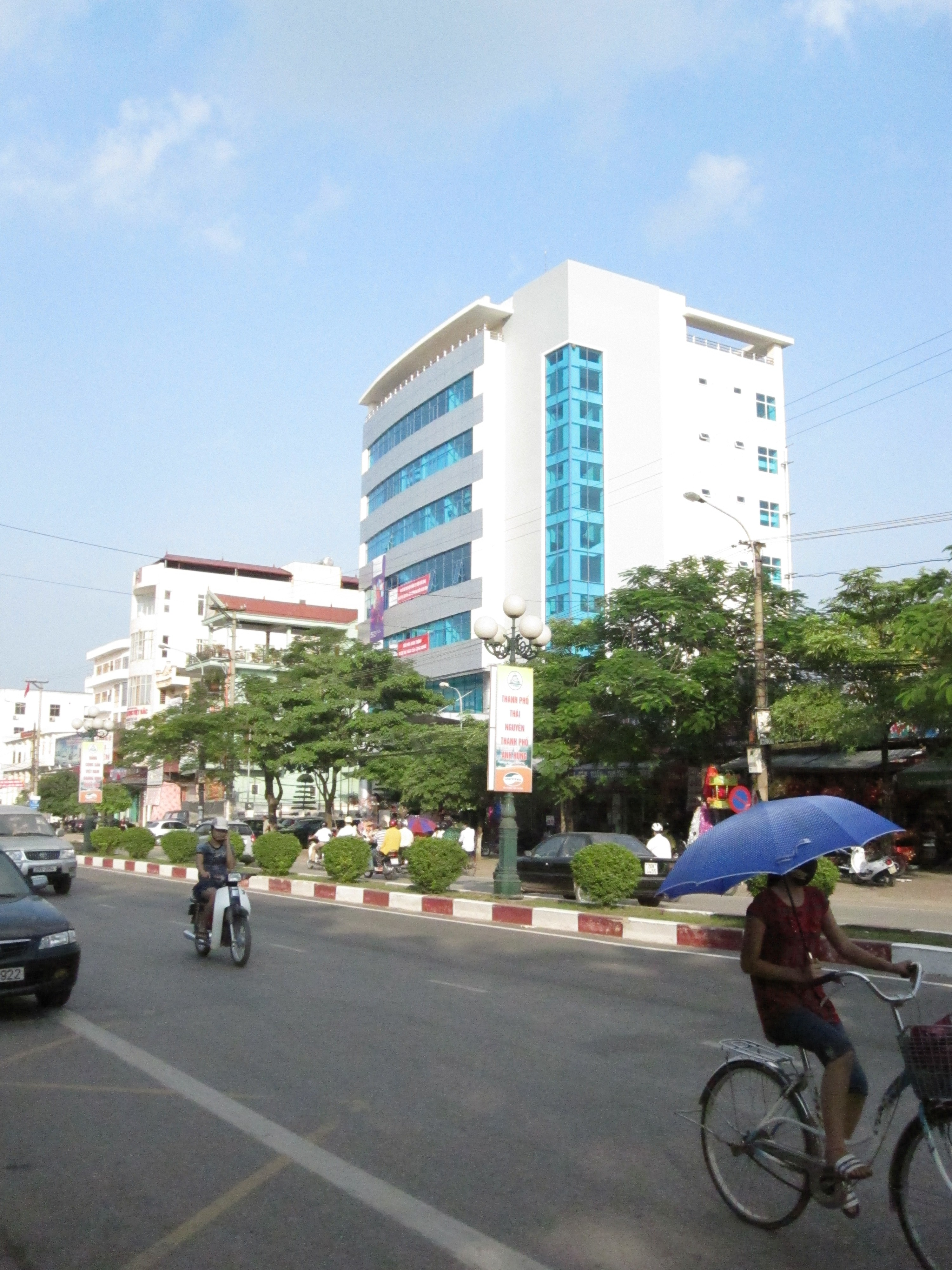
Tòa nhà Bảo Việt

Phường Phan Đình Phùng có các xí nghiệp của thành phố Thái Nguyên như: Nhà máy dệt may TNG, bia Vicoba,.. cùng các trụ sở ban ngành của tỉnh Thái Nguyên và thành phố Thái Nguyên trước đây.
Các đường phố chính đi qua phường Phan Đình Phùng như: Hoàng Văn Thụ, Cách mạng tháng Tám, Lương Ngọc Quyến, Bắc Sơn, Đội Cấn, Bắc Kạn, Việt Bắc, Minh Cầu, Phan Đình Phùng .
Phường Phan Đình Phùng cũng là khu trung tâm thương mại lớn với chợ Thái, chợ Đồng Quang, chợ Túc Duyên, chợ Minh Cầu, tháp đôi trung tâm thương mại Thái Nguyên.

## Giáo dục
Trên địa bàn phường Phan Đình Phùng có trụ sở Đại học Thái Nguyên và một số trường đại học trực thuộc như Trường Đại học Y dược, trường Đại học Sư phạm, phân hiệu Thái Nguyên của trường Đại học Công nghệ Giao thông Vận tải. Trên địa bàn phường còn có Trường Chính trị tỉnh Thái Nguyên, Trung tâm Giáo dục thường xuyên tỉnh Thái Nguyên, Trường THPT Chuyên Thái Nguyên, Trường trung học phổ thông Lương Ngọc Quyến, Trường THCS Chu Văn An. 

### Y tế
Phường Phan Đình Phùng là trung tâm y tế lớn của tỉnh Thái Nguyên với bệnh viện Đa Khoa Trung ương Thái Nguyên gồm nhiều khoa trực thuộc và trang thiết bị hiện đại đã trở thành một địa điểm khám chữa bệnh mà nhân dân tỉnh Thái Nguyên nói riêng và cả vùng Trung du miền núi phía Bắc nói chung tin cậy. Trên địa bàn còn có Bệnh viện Phổi Thái Nguyên, Trung tâm Y tế thành phố Thái Nguyên cũ.

### Văn hóa
Ngoài những đô thị hiện đại, phường Phan Đình Phùng cũng có những địa điểm văn hóa tâm linh như Công viên Tượng đài Anh hùng liệt sĩ tỉnh Thái Nguyên, chùa Phù Liễn, chùa Đồng Mỗ, nhà thờ giáo xứ Thái Nguyên, đền Đội Cấn, đền Bến Than, đền Xương Rồng, chùa Hồng Long.